# Psychroplanes
Genre
Psychroplanes est un genre de concombres de mer des abysses, de la famille des Elpidiidae.

## Systématique
Le genre Psychroplanes a été créé en 1988 par Andrey V. Gebruk (d).

## Liste des espèces
Selon World Register of Marine Species (24 novembre 2021) :
- Psychroplanes convexa (Hansen, 1975)
- Psychroplanes humilis (Hansen, 1975)
- Psychroplanes obsoleta (Hérouard, 1899)
- Psychroplanes rigida (Théel, 1882)

## Publication originale
- (ru) A. V. Gebruk, « New taxa of abyssal sea cucumbers of the family Elpidiidae (Elasipoda) », Zoologicheskii Zhurnal, vol. 67, no 6,‎ 1988, p. 914-922 (ISSN 0044-5134).